# Vicente Mediavilla
José Vicente Mediavilla Cabo (Santander, Cantabria, 1967) es expolítico y magistrado español que desempeñó las funciones de consejero de Presidencia del Gobierno de Cantabria entre 2003 y 2011.
Fue el candidato del Partido Regionalista de Cantabria (PRC) a la alcaldía de Santander en las elecciones municipales de junio de 2007. La lista encabezada por Mediavilla obtuvo 5 concejales, mientras que el PSOE tuvo 7 y el PP consiguió la mayoría absoluta con 15 escaños, siendo de este modo investido alcalde de Santander Íñigo de la Serna. Después de las elecciones Vicente Mediavilla renunció a representar al PRC en la oposición en la corporación municipal, para ocupar hasta 2011 el cargo de la Consejería de Presidencia y Justicia del Gobierno de Cantabria. En marzo de ese mismo año abandona la política para optar a ocupar el puesto en la Sala de lo Civil y Penal del Tribunal Superior de Justicia de Cantabria (TSJC), rechazándose finalmente su candidatura.
En 2019 accede a magistrado por el turno de juristas de reconocido prestigio.